# Reinhold Ewald

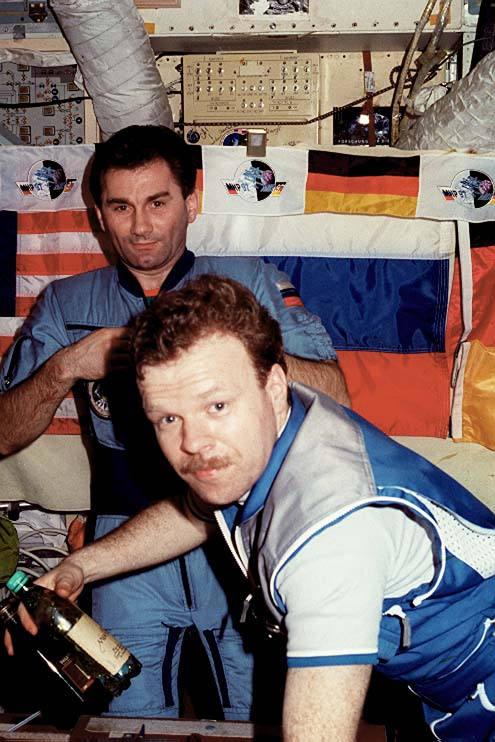
Reinhold Ewald

Reinhold Ewald (Mönchengladbach, 1956. december 18. –) német fizikus, ESA űrhajós.

## Életpálya
1983-ban a kölni Egyetemen kísérleti fizikából diplomázott, 1986-ban szerzett doktorátust. A Ph.D-re készülve emberi élettanból diplomázott. 1990. október 8-tól részesült űrhajóskiképzésben. 1995-ben újból felkészítették a szolgálatra. Orvosbiológiai és általános vizsgálatokat végzett, különféle teszteket töltetett ki társaival. Összesen 19 napot, 16 órát és 34 percet töltött a világűrben. 1999-ben csatlakozott az európai Astronaut Corpshoz. 2007-től Münchenben Flight Operations Divisiont ESA ISS Operations szervetnél a nemzetközi űrkutatással kapcsolatos előkészítő munkálatokat irányítja. Rendszeresen végez egyetemi oktatásokat, irányít kurzusokat a világűr alkalmazott tudományának ismertetésére.

## Űrrepülések
Szojuz TM–25 1997. február 10-én indult a Mir űrállomásra. Visszafelé a mentőűrhajóval, a Szojuz TM–24-el érkezett vissza a Földre.

### Tartalék személyzet
Szojuz TM–14 szolgálatánál Klaus-Dietrich Flade tartalékaként szerepelt.

## Szakmai sikerek
Több, az űrkutatással, a fizikai tudományok alkalmazásával kapcsolatos elismerés tulajdonosa.[pontosabban?]